# King Crimson
King Crimson — британський гурт прогресивного року, створений у січні 1969 року в Лондоні. Його засновником і єдиним постійним членом є Роберт Фріпп, віртуоз гітари і мелотрону.
Гурт знаходив натхнення в найрізноманітніших музичних напрямках, поєднуючи елементи класики, джазу, фолку, хеві-металу, гамелану, блюзу, індастріалу, електроніки, експериментальної музики та нью-вейву. Через численні зміни складу гурт так і не сформував постійного звучання. King Crimson ніколи не відступав від авангардної концепції на користь полегшеного звучання. Гурт здобув велику кількість шанувальників і справив потужний вплив на прогресивний рок початку 1970-х років, зокрема на таких своїх сучасників, як Yes і Genesis, і продовжує надихати сучасні покоління музикантів різних жанрів.
King Crimson заснували Роберт Фріпп, Майкл Джайлз, Грег Лейк, Іен Макдональд та Пітер Сінфілд і спочатку він зосередився на драматичному звучанні з активним використанням мелотрона, а також саксофона й флейти Макдональда і потужного вокалу Лейка. Їхній дебютний альбом In the Court of the Crimson King (1969) — це суміш джазу, класичної й експериментальної музики; він залишається найуспішнішим і найвпливовішим релізом. Після раптового одночасного виходу Макдональда і Джайлза, а незабаром і Лейка, наступні два альбоми, In the Wake of Poseidon і Lizard (обидва 1970 року) були записані в умовах нестабільності в складі гурту. Уже в новому складі — Роберт Фріпп, Пітер Сінфілд, Мел Коллінз, Боз Баррелл та Іен Воллес — гурт записав альбом Islands у 1971 році. У середині 1972 року Фріпп, якого характеризує серйозне, майже місіонерське ставлення до своєї творчості, залишив цей склад і змінив інструментарій та підхід до написання музики, взявши за основу європейську вільну імпровізацію та розробляючи дедалі складніші композиції. У новому складі — Білл Бруфорд, Джон Веттон, Девід Кросс і, ненадовго, Джеймі М'юр — гурт, як вважають, досяг творчого піка на альбомах Larks' Tongues in Aspic (1973), Starless and Bible Black (1974) та Red (1974). Наприкінці 1974 року King Crimson у цьому складі розпався.
Після семи років бездіяльності King Crimson знову відродився у 1981 році, водночас змінивши музичний напрямок. До складу нового гурту увійшли Фріпп, Бруфорд та нові учасники Адріан Белью і Тоні Левін. Вони надихалися африканською музикою, гамеланом, постпанком та нью-йоркським мінімалізмом. У цьому складі гурт проіснував три роки; результатом його роботи стало три альбоми — Discipline (1981), Beat (1982) та Three of a Perfect Pair (1984).
Після 10-річної перерви гурт знову відродився у 1994 році. Цього разу до нього увійшли також Пет Мастелотто і Трей Ганн. Так гурт перетворився на секстет; Фріпп називав його «подвійне тріо». Ця інкарнація тривала ще три роки, протягом яких він випустив альбом THRAK (1995) та численні концертні записи. Між 1997 і 2000 роками знову була перерва.
Четверо учасників цього подвійного тріо возз'єдналися у 2000 році як новий King Crimson, цього разу вже як індустріально-орієнтований. У цьому складі його називали «подвійний дует». Він випустив альбоми The ConstruKction of Light (2000) і The Power to Believe (2003). Після п'ятирічної перерви гурт розширився (приєднався другий ударник Гевін Гаррісон) для туру 2008 року, присвяченого його 40-річчю.
Після чергової перерви (2009—2012) King Crimson знову зібрався разом у 2013 році, цього разу як септет, а пізніше октет, — з незвичним складом із трьох ударних установок і новим другим гітаристом і вокалістом Якко Якшиком. Ця інкарнація King Crimson гастролювала з 2014 по 2021 рік і випустила кілька концертних альбомів.

## Історія гурту

### 1967—1968 роки: Giles, Giles and Fripp
У серпні 1967 року брати Майкл і Пітер Джайлзи — відповідно ударник і вокаліст/басист, професійні музиканти, які ще у підлітковому віці грали в робочих гуртах у Дорсеті, Англія, — оголосили про пошук «співаючого органіста» до гурту, який вони формували. На пропозицію відгукнувся Роберт Фріпп — гітарист, який, за іронією, не грав на органі та не співав. Так з'явилося на світ тріо Giles, Giles and Fripp. Воно записало кілька синглів і еклектичний альбом The Cheerful Insanity of Giles, Giles and Fripp, який не приніс йому ні комерційного успіху, ні визнання у музичних критиків. В одній критичній статті гурт назвали «одним із мільйона», обігравши назву його ж пісні «One in a Million». Музиканти балансували на межі успіху і навіть з'явилися в одній телепрограмі, але комерційного прориву так і не здійснили. Цікавість до їхньої творчості з'явилася пізніше, коли здобув популярність King Crimson.

Намагаючись розширити діапазон звучання, тріо залучило Іена Макдональда для гри на дерев'яних духових інструментах і клавішних. Той, своєю чергою, привів із собою ще двох музикантів: свою тодішню дівчину, колишню вокалістку гурту Fairport Convention Джуді Дайбл, чиє коротке перебування в King Crimson закінчилося одразу, як тільки вони розійшлися, і автора текстів, адміністратора турне та розробника декорацій Пітера Сінфілда, з яким він писав пісні. Партнерство Макдональда із Сінфілдом почалося після того, як він сказав Сінфілду (про його гурт The Creation):
Пітере, мушу сказати, що перспектив у твого гурту немає, але ти пишеш чудові слова. Може, зіграєш разом із нами пару пісень?
Тим часом Фріпп побачив у лондонському клубі Marquee Club виступ гурту Clouds, що підштовхнуло його вставляти у свої пісні класичні мелодії та шукати нові ідеї шляхом імпровізацій. Фріппа більше не цікавили примхливі поппісні Пітера Джайлза, і він порекомендував приєднатися до гурту своєму старому другові й колезі, гітаристу та співаку Грегу Лейку, який до того грав у гурті Shame, а пізніше The Gods, і міг замінити Пітера або самого Фріппа. Пітер Джайлз пізніше назвав це одним із «милих політичних ходів Фріппа». Значно пізніше, у 2012 році, Лейк згадував:
Насправді грати на бас-гітарі я почав, коли ми створили King Crimson. Роберт якось зателефонував мені і сказав: «Ми матимемо контракт на запис, якщо зберемо гурт, і потрібен хороший вокаліст». Він знав, що я був вокалістом, тож запитав, чи згоден я приєднатися до гурту. Ми з Робертом добре знали один одного, бо разом вчилися грати на гітарі <…>, тож у нас були дуже близькі підходи до музики. <…> Роберт сказав: «Ми намагаємося зменшити кількість членів гурту до чотирьох, а на гітарі вже граю я. Може, спробуєш пограти на бас-гітарі?». Я <…> тоді ще не усвідомлював, що бас — це абсолютно інший світ.
За словами Майкла Джайлза, його брат розчарувався у відсутності успіху гурту і пішов ще до того, як Фріпп запропонував Лейку зайняти місце басиста і вокаліста Пітера Джайлза.

### 1968—1970 роки: перший склад іIn the Court of the Crimson King
Перший склад гурту був таким:
- Роберт Фріпп (Robert Fripp, 16.05.1946, Вімбурн Мінстер[en], Велика Британія) — гітара, клавішні, вокал.
- Майкл Джайлз[en] (Mike Giles, 01.03.1942, Вотерлувілл[en], Велика Британія) — ударні.
- Іен Макдональд[en] (Ian McDonald, 25.06.1946, Лондон, Велика Британія) — клавішні, вібрафон, духові.
- Грег Лейк (Greg Lake, 10.11.1948, Пул, Велика Британія) — вокал, бас.

П'ятим учасником можна вважати Пітера Сінфілда (Peter Sinfield, 27.12.1943, Фулем, Велика Британія), який був автором текстів King Crimson. Цей склад сформувався 30 листопада 1968 року, а репетиції розпочалися 13 січня 1969 року.
Назву «King Crimson» придумав Пітер Сінфілд у «момент паніки». У своїх текстах він використовував термін «crimson king» (укр. багряний король) і раніше — ще до співпраці із Giles, Giles and Fripp. Хоча під «багряним королем» часто розуміють Вельзевула, князя демонів, Сінфілд наполягав на тому, що йдеться про будь-якого правителя, правління якого пов'язане із «суспільними заворушеннями» і «свого роду темними силами світу». За словами Роберта Фріппа, Вельзевул — це англійська версія арабської фрази, що звучить як «Біла Сабаб» й означає «цілеспрямована людина», яку він і мав на увазі.
Основним композитором на цьому етапі розвитку King Crimson був Макдональд, йому допомагали Фріпп і Лейк, а всі тексти писав виключно Сінфілд. Останній також проєктував сценічне освітлення гурту і керував ним, тому на обкладинці альбому за ним значилося «words and illumination» («слова й освітлення»).

Натхненний блюзами гурту The Moody Blues, Макдональд запропонував музикантам придбати мелотрон, який став ключовим компонентом ранньої творчості King Crimson. Сінфілд так описував оригінальне звучання гурту:
Якщо звук хоча б трохи нагадував попмузику, ми його відхиляли. Тому він мав бути складним, з незвичними акордами, нагадувати щось дивне. Якщо він виявлявся надто простим, ми його ускладнювали і грали в розмірі 7/8 або 5/8, просто щоб похизуватися.
Перший живий виступ King Crimson відбувся 9 квітня 1969 року в лондонському клубі Speakeasy, де музиканти презентували програму, яка складалась як із їхніх творів, так і з аранжованих балад різних виконавців. Серед глядачів був гітарист гурту Yes Пітер Бенкс).
5 липня 1969 року King Crimson зробив великий прорив, зігравши на безкоштовному концерті в лондонському Гайд-парку на розігріві у The Rolling Stones перед приблизно 500 000 глядачів. Музиканти миттєво привернули до себе увагу публіки та відразу отримали пропозиції провести спільні концерти з The Nice, The Rolling Stones та Джимі Гендріксом, а також зробити записи для радіо BBC.
Ще в червні того ж року King Crimson у лондонській Morgan Studios почали працювати над своїм дебютним альбомом для лейбла Threshold Records. Студійну сесію довелося перервати, оскільки продюсер Тоні Кларк ніяк не міг зрозуміти оригінальний музичний задум Роберта Фріппа. Остаточно альбом допрацювали у Wessex Sound Studios, уже не покладаючись на сторонніх продюсерів.
Дебютний альбом під назвою In the Court of the Crimson King вийшов у жовтні 1969 року на лейблі Island Records. Пізніше Фріпп описував його як «миттєвий успіх» і «нью-йоркський кислотний альбом 1970 року» (хоча Фріпп і Джайлз стверджували, що музиканти ніколи не вживали психоделічних наркотиків). Альбом викликав велике захоплення багатьох критиків, а Піт Таунсенд, гітарист і композитор гурту The Who, назвав його «надприродним шедевром». Альбом містив готичні тексти Сінфілда, а його звучання характеризували як «похмурі й безпросвітні видіння». Широке використання мелотрона нагадувало творчість The Moody Blues. Відкриваючу композицію «21st Century Schizoid Man» із гострим, навмисне спотвореним звучанням описували як «прото-метал»; її текст критикував військову участь США у війні в Південно-Східній Азії. Це був один із найсміливіших дебютів у прогресивному року: альбом відразу ж піднявся до 5-го місця у чарті Британії та до 29-го у США.
На відміну від блюзового хард-року тогочасної британської й американської музичної сцени, King Crimson представив більш «європеїзований» підхід — поєднання старовини й сучасності. Музика, створена за участі всіх п'яти учасників гурту, спиралася на широкий спектр впливів, включаючи класичну музику, психоделічний рок у стилі Джимі Гендрікса, фолк, джаз, військову музику (частково натхненну досвідом Іена Макдональда як армійського музиканта) та вільну імпровізацію.
Відігравши концерти по всій Англії, King Crimson вирушив у турне по США з різними поп- та рок-гуртами — зокрема, Iron Butterfly, Дженіс Джоплін, The Rolling Stones й Fleetwood Mac. Перший виступ відбувся в Goddard College у Плейнфілді, штат Вермонт.
Хоча гурт здобув успіх і визнання критиків, уже тоді між його учасниками назрівала творча напруженість. Джайлза і Макдональда, які намагались пристосуватися до стрімкого успіху свого дітища і реалій гастрольного життя, не задовольняв обраний ним[ким?] музичний напрям. Рушієм і «виразником дум» гурту став Фріпп, який хоча і не був ані основним композитором, ані фронтменом, але спрямовував King Crimson у дедалі похмуріші й напруженіші нетрі депресивної музики. Макдональд і Джайлз, які віддавали перевагу легшому й тоншому романтичному звучанню, відчували дедалі більший дискомфорт від свого становища, і врешті-решт у січні 1970 року, після завершення туру по США, пішли з гурту. Невдовзі вони утворили дует McDonald & Giles і випустили однойменний альбом.
Щоб вберегти гурт від розпаду, Фріпп пропонував варіант його збереження: він сам іде, а Макдональд і Джайлз залишаються. Макдональд відповів, що King Crimson — це «більше він, ніж вони», і тому піти мають саме він і Джайлз. Пізніше Макдональд казав, що «ймовірно, був недостатньо емоційно зрілим, щоб впоратися з цим» і ухвалив «необдумане рішення піти, ні з ким не порадившись».
Оригінальний склад відіграв свій останній концерт 16 грудня 1969 року на фестивалі Fillmore West у Сан-Франциско, трохи більше ніж через рік після створення гурту. Концертні записи 1969 року були опубліковані в перевиданому альбомі Epitaph 1997 року і на бокс-сеті In the Court of the Crimson King (2010).

### 1970—1971 роки:In the Wake of PoseidonіLizard
1970 рік став для King Crimson періодом постійних змін складу, зірваних гастрольних планів і труднощів із пошуком музичного напряму, який влаштовував би всіх. Водночас під час створення наступних трьох альбомів Фріпп вдосконалював свою майстерність і розвивався як автор пісень. Окрім гітари, Фріпп взяв на себе обов'язки клавішника, а Сінфілд додав до своєї творчої ролі роботу із синтезаторами.

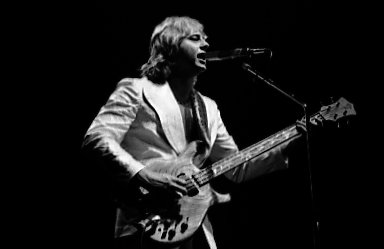
Грег Лейк (Emerson, Lake & Palmer)

Після відходу Макдональда і Джайлза, Лейк, тепер не впевнений у майбутньому гурту, почав обговорювати з Кітом Емерсоном із The Nice можливість створення нового колективу. Лейк погодився залишитися з King Crimson, доки Емерсон не виконає всі свої зобов'язання перед The Nice, після чого теж пішов і невдовзі сформував з Кітом Емерсоном і Карлом Палмером гурт Emerson, Lake & Palmer. Показово, що розпад оригінального складу King Crimson стався саме тоді, коли платівка In the Court of the Crimson King перебувала на вершині своєї популярності.
Постало питання про подальше існування гурту. Оскільки Фріпп і Сінфілд планували записати другий альбом King Crimson, а положення Лейка стало невизначеним, менеджмент гурту в якийсь момент навіть зарезервував як сесійного вокаліста Елтона Джона, але Фріпп, прослухавши його альбом Empty Sky, відмовився від його послуг. Фріпп також відмовився від пропозиції приєднатися до Yes, де він мав замінити Пітера Бенкса.
Навесні 1970 року King Crimson почав запис другого альбому, який отримав назву In the Wake of Poseidon. Альбом записували у Wessex Sound Studio. Фріпп умовив Лейка, а також Пітера і Майка Джайлзів узяти участь виключно в одній студійній сесії. Лейк виконав усі вокальні партії усіх пісень альбому, крім «Cadence and Cascade»: він пішов, не встигнувши завершити роботу над цією композицією, і вокальну партію в ній виконав старий шкільний друг Фріппа Гордон Гаскелл. У записі альбому також взяли участь Майкл і Пітер Джайлз на ударних і бас-гітарі відповідно. Фріпп запросив також колишнього учасника гурту Circus Мела Коллінза (саксофон) і джазового піаніста Кіта Тіппетта (фортепіано). Крім них, у записі взяли також участь Кіт Емерсон (клавішні) та Джон Гайсмен (ударні), але їхня участь була анонімною.
Альбом In the Wake of Poseidon вийшов у травні 1970 року і посів 4-те місце у Великій Британії і 31-ше у США. Його «звинувачували» в тому, що його звучання надто сильно нагадує попередній альбом; насправді ж він став унаочненням внутрішніх негараздів у колективі. Не маючи постійного складу для виконання нового матеріалу, Фріпп і Сінфілд залишили в гурті Мела Коллінза, який час від часу виступав як клавішник і бек-вокаліст, роль вокаліста і басиста виконував Гордон Гаскелл, а ударником став Енді Маккаллох.
Третій альбом King Crimson Lizard вийшов у грудні того ж 1970 року. Фріпп і Сінфілд написали його самі: Гаскелл, Коллінз і Маккалох ніяк не впливали на напрямок нового музичниго матеріалу. Окрім основного складу гурту, у записі Lizard взяли участь кілька сесійних музикантів, зокрема Кіт Тіппетт, якому пропонували повноправне членство, але він вирішив залишитися в статусі запрошеного музиканта, а також двоє учасників тодішнього гурту Тіппетта — Марк Черіг (корнет) і Нік Еванс (тромбон). Крім них, у записі альбому узяв участь Робін Міллер (Robin Miller, гобой та англійський ріжок), а Джон Андерсон із Yes виконав частину вокальної партії заголовної пісні альбому «Prince Rupert Awakes»: Фріпп і Сінфілд вважали, що її мелодія виходить за рамки природного голосового діапазону Гаскелла.
На альбомі Lizard вплив джазу й класичної музики відчувається набагато сильніше, ніж на попередніх. Написані Сінфілдом тексти стали фантасмагоричними — зокрема, «Happy Family» є алюзією на розпад The Beatles, який стався в 1970 році, а заголовна композиція-сюїта, яка зайняла всю другу сторону, була присвячена середньовічно-міфологічній битві та її наслідкам.
Альбом Lizard вийшов у грудні 1970 року; він досяг 29-то місця у Великобританії та 113-го у США. Під час його створення музиканти настільки сильно розходилися в думках і поглядах, що ретроспективно його називали «побічний». Гаскелл і Маккаллох, орієнтовані радше на ритм-енд-блюз, вважали музику надто складною для сприйняття, а запис — нудним і заплутаним, Коллінзу не подобалося, як були написані його партії, а Фріппа й Гаскелла дратували тексти Сінфілда.

У цьому складі King Crimson проіснував лише трохи довше, ніж тривали сесії запису Lizard. Під час перших же гастрольних репетицій з гурту пішов Гаскелл, відмовившись співати наживо зі спотворенням вокалу та електронними ефектами, а невдовзі пішов і Маккаллох. Оскільки Сінфілд не був музикантом, а Фріпп, здавалося, втратив надію на відродження гурту, ситуація стала абсурдною: шукати нових музикантів довелося Коллінзу:
…У якийсь момент Роберт не витримав і сказав мені: якщо я хочу зібрати гурт і продовжувати тягнути «Крімсон» далі, то мені й доведеться прослуховувати кандидатів. Я пам'ятаю лише, що Роберт повністю здався і вважав, що надії вже немає. <…> Уся його енергія вже була витрачена на гурт, а Пітер мало чим міг допомогти — адже він не музикант. І ось я в маленькій репетиційній кімнаті сам прослуховую басистів і ударників.

### 1971—1972 роки:Islands
У результаті пошуків ударника, який міг би замінити Маккаллоха, вдалося знайти Іена Воллеса. Поява нового учасника зарядила Фріппа енергією, і він разом із Воллесом приєднався до прослуховування співаків та басистів. Серед кандидатів на вакантне місце вокаліста були Браян Феррі з Roxy Music і навіть Джон Гейдон (John Gaydon), один із менеджерів гурту. З King Crimson репетирував Рік Кемп (майбутній учасник Steeleye Span), але остаточну пропозицію офіційно приєднатися до гурту він відхилив. Бас-гітаристом пропонували стати Джону Веттону, але той теж відмовився, бо вирішив приєднатися до гурту Family. Посаду бас-гітариста врешті-решт обійняв гітарист Реймонд «Боз» Баррелл: втомившись від виснажливих прослуховувань, Фріпп вирішив навчити його грати на бас-гітарі. Хоча раніше Баррелл ніколи не грав на басу, він мав достатній досвід гри на акустичній гітарі, що допомогло йому швидко освоїти новий інструмент. Крім того, Воллесу вдалося навчити Баррелла грати на в ритм-секції разом з ударником.
У травні 1971 року King Crimson розпочали турне, зігравши наживо вперше після виступу 16 грудня 1969 року, тоді ще в оригінальному складі. Концерти пройшли добре, але відмінності між Фріппом та іншими музикантами в ставленні до музики, а також дещо розгульний спосіб життя Коллінза, Воллеса і Баррелла відштовхнули від них Фріппа: противник наркотиків, він почав соціально дистанціюватися від своїх товаришів по гурту, через що внутрішня напруга в ньому посилилася.
У грудні 1971 року King Crimson у новому складі випустив альбом Islands. Сінфілд, прихильник «м'якого підходу», черпав ліричне натхнення в «Одіссеї» Гомера, музичне — у джазових виконавців, як-от Майлз Девіс та Ахмад Джамал, а також у подорожі на залиті сонцем острови Ібіса та Форментера. На островах народилися інструментальна «Sailor's Tale» із дзижчанням мелотрона та банджо-подібним гітарним соло Фріппа, грубувата, натхненна блюзами «Ladies of the Road», у якій Воллес і Коллінз виконували бек-вокал, і «Song of the Gulls», створена на основі колишньої інструментальної композиції Фріппа («Suite No. 1» з альбому The Cheerful Insanity of Giles, Giles and Fripp 1968 року), і це був єдиний раз, коли гурт використовував оркестр. Як завжди, не все йшло гладко: Барреллу не подобалися тексти Сінфілда, а один з учасників гурту нібито назвав Islands «повітряно-феєричним шматом лайна». Альбом посів 30-те місце у Великій Британії та 76-те у США.

Після туру по США в грудні 1971 року Фріпп повідомив Сінфілду, що більше не зможе працювати з ним, і попросив його покинути гурт.
Урешті-решт Роберт був змушений зателефонувати мені й сказати, що він не може більше зі мною працювати. Це був і шок, і водночас велике полегшення.
У січні 1972 року решта учасників розсварилися на репетиціях, зокрема через відмову Фріппа грати композицію Коллінза. Пізніше він назвав це «контролем якості», маючи на увазі, що King Crimson завжди гратимуть лише «правильну» музику.
Щоб виконати контракти щодо турне у США в 1972 році, King Crimson укотре реформувався, і все йшло до того, що одразу після туру він знову розпадеться. Записи з різних північноамериканських концертів, зроблені в січні — лютому 1972 року, вийшли в червні того ж року під назвою Earthbound. Альбом вирізнявся стилем гри, який часом нагадував фанк, і скетом Баррелла в піснях-імпровізаціях, але його розкритикували за низьку якість звуку. Подальші, якісніші живі записи цього періоду вийшли у 2002 році під назвою Ladies of the Road і у 2017 році на бокс-сеті Sailors' Tales (1970—1972).
Тим часом музичний розрив між Фріппом і рештою музикантів зростав. Воллесу, Барреллу та Коллінзу більше подобалося грати блюзово-фанкові імпровізації. Пізніше Фріпп описував склад 1971—1972 років як скоріше джем-бенд, ніж імпровізаційний гурт; Воллес із цим не погоджувався. Водночас особисті стосунки під час туру покращилися настільки, що більшість музикантів вирішили продовжити виступи. Однак Фріпп вирішив, що подальший розвиток King Crimson, як він його бачив, з ними неможливий: він відчував, що інші учасники не віддаватимуться повністю музичному напрямку, який він замислив, і звільнив Коллінза, Воллеса і Баррелла. Перші два надалі здобули популярність як студійні музиканти, а останній — як басист гурту Bad Company.

### 1972—1975 роки:Larks' Tongues in Aspic,Starless and Bible Black,Redі перерва
Наступна інкарнація King Crimson радикально відрізнялася від попередніх. Цього разу до Роберта Фріппа приєдналися чотири нові музиканти:
- перкусіоніст-імпровізатор Джеймі М'юр[en];
- ударник Білл Бруфорд, який пішов з Yes на комерційному піку їхньої кар'єри, щоб приєднатися до «похмурого» King Crimson[88];
- басист і вокаліст Джон Веттон, який пішов з гурту Family[en];
- скрипаль, клавішник і флейтист Девід Кросс[en], з яким Фріпп познайомився, коли його запросили на репетицію гурту Waves, у якій грав Кросс[89][90].

Білл Бруфорд згадував про свій перехід з Yes до King Crimson:
Історія обіцяла бути цікавою… Коли я приєднався до гурту, мені вручили не стільки сетліст, скільки список літератури. Успенський, Дж. Г. Беннетт, Гурджиєв і Кастанеда — це було щось. Вікка, зміни особистості, низькорівнева магія, піромантія — такі собі подаруночки від мага при дворі багряного короля. Було зрозуміло, що трьома акордами і пінтою «Гіннесса» тут не відбудешся.
Пізніше в документальному фільмі BBC Prog Rock Britannia: An Observation in Three Movements Бруфорд пригадував:
Усе, що ви чули про King Crimson, правда. Це жахливе місце. Чим би ти не займався до того, як сюди потрапив, у гурті ти цього не робитимеш. Від тебе вимагається винайти новий стиль — якщо ти на це здатний — спеціально для цього гурту, і від тебе очікують, що ти гратимеш так у King Crimson і тільки у King Crimson. У Yes ми могли нескінченно сперечатися, що тут має звучати: фа з басом соль-дієз чи щось інше? У King Crimson про таке майже не говорили — передбачалося, що ти вже і так це знаєш.
Більшість музичних композицій були плодами спільної праці Фріппа й Веттона: кожен із них писав окремі фрагменти самостійно, а потім вони поєднували ті, які здавалися їм сумісними.
Після того як із King Crimson пішов Сінфілд, для створення текстів Фріпп найняв друга Веттона Річарда Палмера-Джеймса з гурту Supertramp. На відміну від Сінфілда, Палмер-Джеймс не був офіційним учасником King Crimson і не брав участі в художніх, візуальних і звукових рішеннях; єдиним його внеском у творчість гурту були тексти, які він надсилав поштою зі свого дому в Німеччині. Після короткого періоду репетицій King Crimson відновив гастролювання, і 13 жовтня 1972 року він уже виступав у клубі Zoom у Франкфурті-на-Майні. Любов гурту до імпровізацій і вражаючий сценічний образ М'юра знову привернули увагу преси до гурту.
У січні — лютому 1973 року King Crimson записав у Лондоні альбом Larks' Tongues in Aspic, а вийшов він у березні того ж року. Нове звучання гурту продемонструвала однойменна заголовна композиція альбому, яка складалася з двох частин — це була відчутна зміна порівняно з тим, що King Crimson робили раніше. Композиція підкреслювала чітку взаємодію інструментів, демонструвала вплив сучасної класичної музики, містила гучні імпровізації й навіть хеві-металічні рифи. Якко Якшик, якій увійшов до складу King Crimson у 2014 році, вважав цю композицію найскладнішою в репертуарі гурту.
Запис продемонстрував незвичний підхід М'юра до перкусії, який використовував саморобну барабанну установку, різноманітні іграшки, аерофон, калімбу, гонги, ластру і ланцюги. На сцені М'юр, вдягнутий у дивакуватий одяг, робив різкі маніакальні рухи та бігав із капсулами зі штучною кров'ю, яку він іноді розбризкував або прикладав до голови. Ці епатажні виступи стали єдиним прикладом такої театралізованої сценічної діяльності за всю тривалу історію гурту.
Альбом досяг 20-го місця у Великій Британії і 61-го у США. 1973 року, по завершенню турне, влаштованих на його підтримку, М'юр пішов з гурту і з музичної індустрії взагалі. Він повідомив менеджменту King Crimson, що життя музиканта не для нього, і вирішив приєднатися до шотландського буддійського монастиря. Музикант запропонував відпрацювати період попередження, але менеджмент відхилив його пропозицію. Замість того щоб оприлюднити рішення М'юра, менеджмент повідомив гурт і публіку, що той іде з King Crimson через травму, яку отримав на сцені, коли йому на ногу впав гонг.

Пізніше, у 1992 році, Фріпп висловився про рішення М'юра піти з гурту так:
Джеймі був надто розумною і врівноваженою людиною, щоб залишатися з гуртом довго. Зіткнувшись із безглуздістю життя в дорозі, він зробив вибір на користь життя.

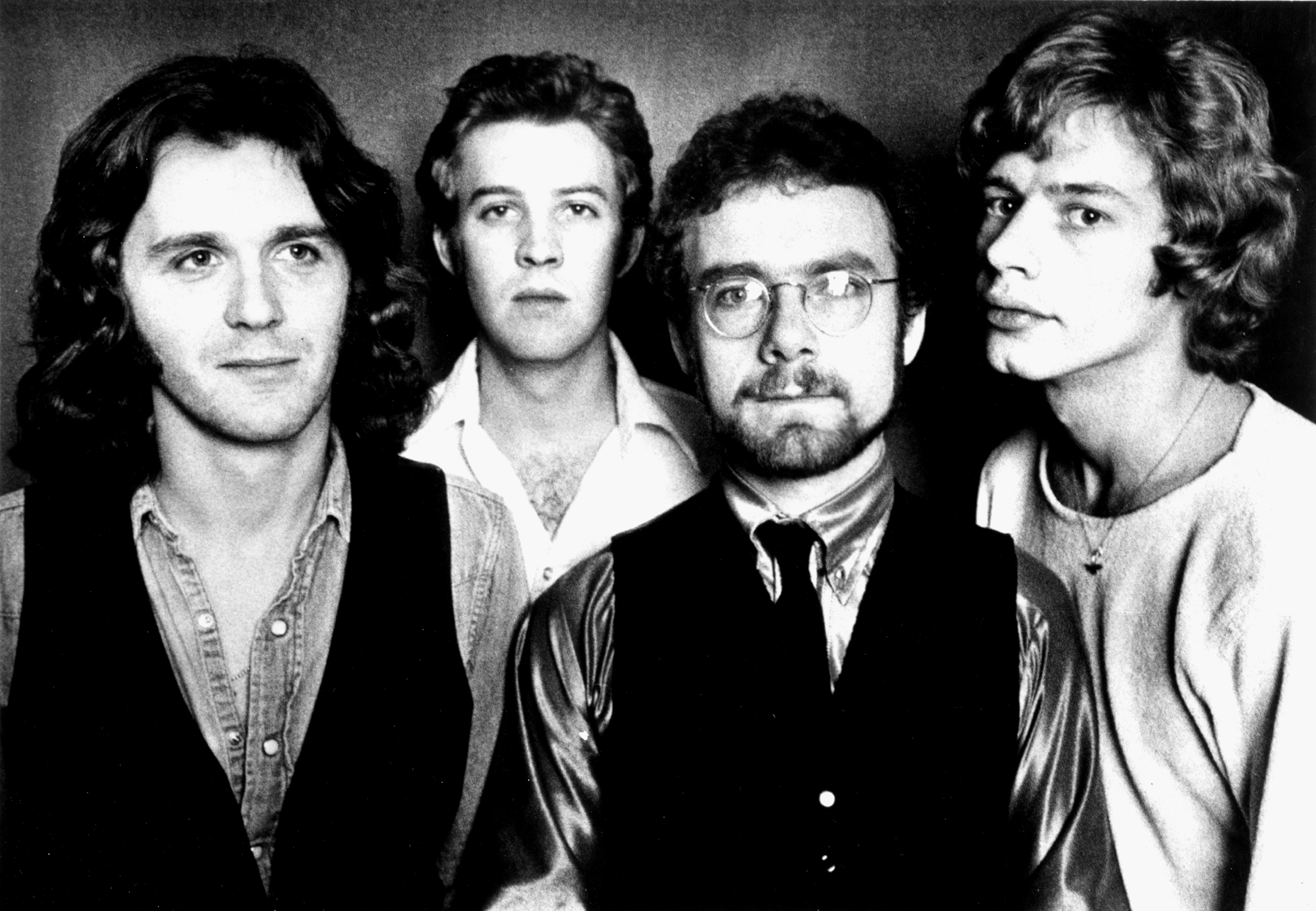
King Crimson у 1974 році. Зліва направо: Джон Веттон, Девід Кросс, Роберт Фріпп, Білл Бруфорд.

У січні 1974 року, після виходу М'юра, решта музикантів зібралися для створення альбому Starless and Bible Black. Він вийшов у березні 1974 року й отримав схвальний відгук журналу Rolling Stone. Хоча більшу частину альбому записали наживо під час турне наприкінці 1973 року, записи були настільки ретельно відкориговані й змікшовані, що звучали, як студійні. Повністю записаними в студії були лише треки «The Great Deceiver», «Lament» і друга половина «The Night Watch». Альбом досяг 28-го місця у Великій Британії і 64-го в США.
Після виходу альбому музичні прагнення музикантів знову почали розходитися, цього разу через виконавську майстерність. Бруфорд і Веттон грали з такою віддачею й гучністю, що Фріпп одного разу порівняв їх із «літаючою цегляною стіною», а Кроссу ніяк не вдавалося з ними зрівнятися, бо його акустичну скрипку постійно заглушала ритм-секція, змушуючи його більше концентруватися на мелотроні й перевантаженому електропіаніно. Кросса це дедалі більше розчаровувало, і він ставав відлюдьком як у музичному, так і в особистісному плані. Урешті-решт після турне Європою та Америкою його виключили з гурту.

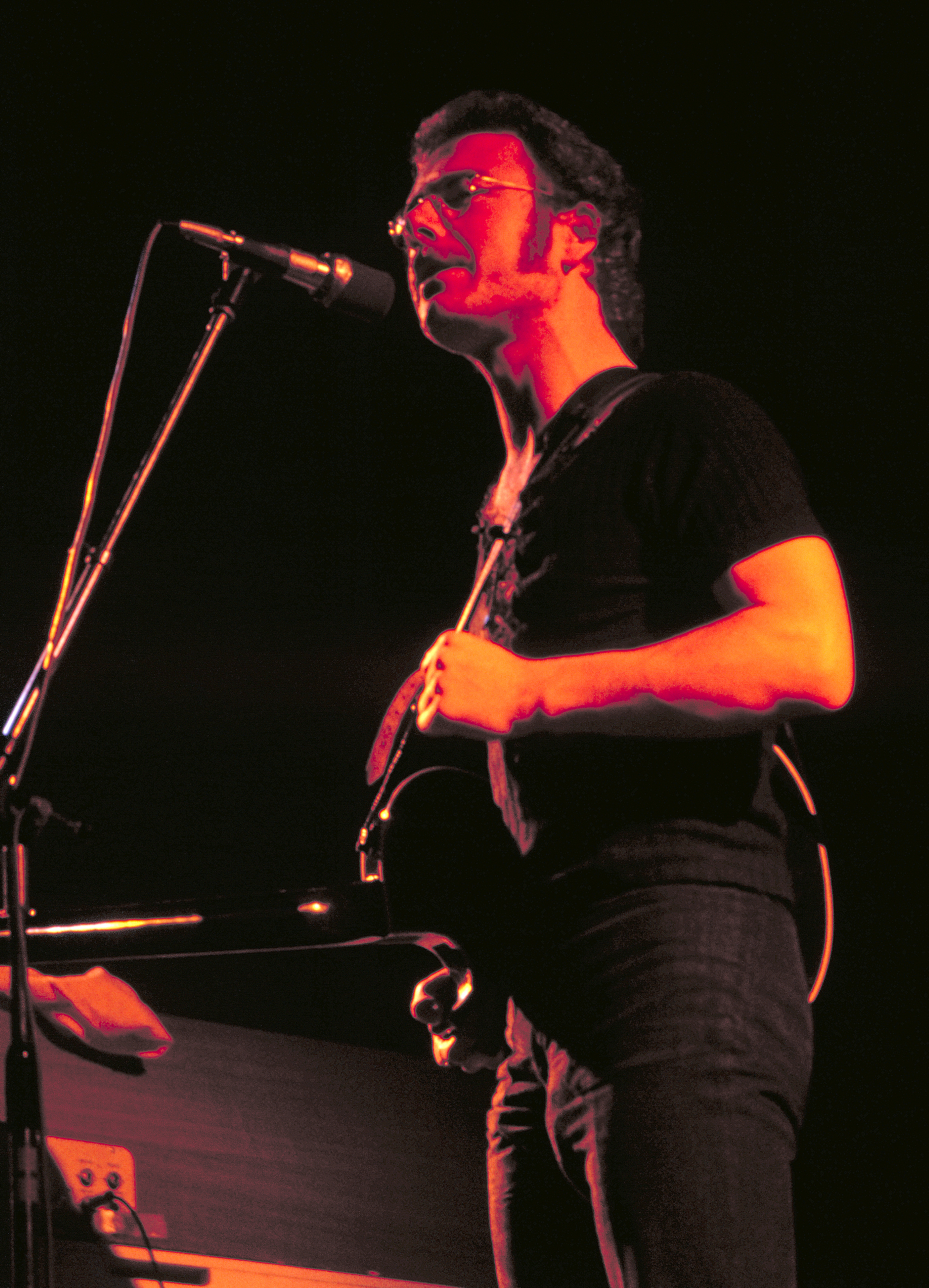
Роберт Фріпп (1974)

У липні 1974 року Фріпп, Бруфорд і Веттон почали записувати альбом Red. Перед початком запису Фріпп, який дедалі більше розчаровувався в музичній індустрії, звернув увагу на роботи англійського містика Джона Беннетта і мав духовне переживання, під час якого у нього «знесло маківку». Більшу частину альбому створили під час живих імпровізацій, у процесі яких Фріпп заглиблювався в себе і «позбавлявся власної думки», дозволяючи керувати звукозаписними сесіями Бруфорду й Веттону. Альбом містить один живий трек, «Providence», записаний 30 червня 1974 року за участю Кросса, який грав на скрипці. Внесок у створення альбому зробили й кілька запрошених музикантів, зокрема колишні учасники гурту Іен Макдональд і Мел Коллінз; допомагали також Марк Черіг і Робін Міллер.

Пізніше Білл Бруфорд згадував, у якій атмосфері відбувалося створення альбому:
Red — неймовірно болючий альбом, він народжувався надзвичайно важко, а Белью тоді ще не приєднався. Роберт переживав кризу втрати свого его… Він узагалі не мав бажання якимось чином виявляти себе в музиці. Пам'ятаю, він промовив: «Я вирішив призупинити виявляти своє ставлення до будь-чого». У той час у Роберта була така особлива схильність. Більшу частину альбому «Red» написав Роберт, але він не мав жодного уявлення про те, вдалим він вийшов чи ні: йому було взагалі байдуже.
Red вийшов 6 жовтня 1974 року і посів 45-те місце у Великій Британії та 66-те у США. У творчому плані альбом став певним підсумком попередньої діяльності King Crimson. AllMusic назвав його «інтенсивно динамічною» музичною хімією між музикантами і «вражаючим досягненням» для гурту, який планував розпастися.
Ще за два місяці до виходу Red майбутнє King Crimson виглядало досить райдужно: велися навіть переговори про повернення його колишнього засновника Іена Макдональда. Однак Фріпп не мав бажання організовувати турне, оскільки відчував дедалі більше розчарування і в гурті, і в музичній індустрії загалом. Крім того, він вважав, що до 1981 року світ кардинально зміниться і що він повинен підготуватися до цих змін. Попри те, що Фріпп висловив бажання припинити існування гурту ще під час турне у США, офіційно колектив розпався лише 25 вересня 1974 року. Пізніше Фріпп оголосив, що King Crimson «припинив своє існування» і «повністю закінчив свою діяльність на віки вічні». Невдовзі стало відомо, що Фріпп мав намір піти сам, «передавши» гурт Іену Макдональду і Стіву Гаккетту із Genesis, але менеджери відкинули цю ідею.
У травні 1975 року, вже після розпаду гурту, вийшов концертний альбом USA, сформований із записів північноамериканського турне 1974 року. Він отримав кілька позитивних відгуків, його назвали «обов'язковим для фанатів гурту» і «божевіллям, яке має пережити кожен». Під час запису виявили технічні проблеми: на деяких плівках не було чутно партії Девіда Кросса, тому для виконання скрипкових і клавішних накладок у студії найняли Едді Джобсона з Roxy Music; крім того, зробили ще кілька правок, щоб альбом вмістився на одну платівку. Інші концертні записи 1972—1974 років вийшли пізніше у вигляді альбому The Night Watch (1997), а також у складі бокс-сетів The Great Deceiver (1992), Larks' Tongues in Aspic (1972—1973) (2012), The Road to Red (2013) і Starless (1973—1974) (2014). Між 1975 та 1981 роками King Crimson повністю припинив свою діяльність.

### 1981—1984 роки:Discipline,Beat,Three of a Perfect Pairі друга перерва

Пізніші версії Discipline містили вузликовий дизайн Стіва Болла (Steve Ball).

Пізньої осені 1980 року Роберт Фріпп, провівши кілька років у духовних пошуках, почав поступово повертатися до музики. Він допомагав із записом гітарних партій Девід Боуї, Пітеру Ґебріелу та Дерілу Голлу, експериментував із сольною кар'єрою, очолив інструментальний нью-вейв-гурт The League of Gentlemen. Невдовзі він вирішив створити новий рок-гурт і повернутися у «вищу лігу». Утім, відроджувати King Crimson він не збирався, оскільки вважав, що це вже неможливо.

Найнявши Білла Бруфорда ударником, Фріпп запросив до нового гурту співака й гітариста Адріана Белью. Це стало першим випадком, коли Фріпп, сам гітарист, активно шукав співпраці з іншим гітаристом, а отже, свідчило про бажання Фріппа створювати щось відмінне від того, що він створював раніше. Завершивши гастрольне турне з Talking Heads, Белью погодився приєднатися до нового гурту та стати автором текстів. Пропозицію Бруфорда найняти басиста Джеффа Берліна Фріпп відхилив, оскільки вважав, що той «надто зайнятий». Прослуховування проходили в Нью-Йорку: на третій день, прослухавши трьох претендентів, Фріпп пішов, але через кілька годин повернувся з Тоні Левіним, який колись уже допомагав King Crimson (він зіграв приспів у пісні «Red» з однойменного альбому). Пізніше Фріпп зізнався: якби він знав, що Левін, з яким він грав у гурті Пітера Ґебріела, вільний і шукає роботу, то запросив би його без жодних прослуховувань. Тоні Левін пригадує:
Буквально в перший день стало зрозуміло, що у творчому плані мені доведеться переналаштуватися й уподібнитися до цих хлопців, інакше я в цей колектив просто не впишуся. З погляду музики це мене влаштовувало. <…> Я намагався виштовхнути себе із зони комфорту й увійти в ритм, бути більше схожим на Білла Бруфорда і створювати те, чого я раніше не робив. <…> Із самого початку все було незнайоме й особливе.
Фріпп назвав новий квартет Discipline. Гурт поїхав до Англії, щоб репетирувати й записувати новий матеріал. Його дебют наживо відбувся 30 квітня 1981 року в клубі Moles у Баті (Сомерсет). Він супроводжувався коротким турне за підтримки гурту The Lounge Lizards.

Під час турне музиканти обговорювали, чи варто перейменувати гурт на King Crimson, хоча напочатку не мали такого наміру. Значно пізніше, у 2024 році, Адріан Белью згадував:
Мені зателефонував Роберт. Він розбудив мене і сказав: «Ми з Біллом Бруфордом хотіли б зібрати гурт і запрошуємо тебе». <…> Ми почали працювати над ідеями і перетворювати їх на матеріал, і десь через чотири тижні ми вже звучали як єдине ціле. Але Тоні і я — ми ж американці — вважали, що ця назва [Discipline] для нас, не знаю, якась недружня. І одного разу за сніданком ми трохи говорили про назву, і раптом Роберт сказав: «Як би ми не назвали гурт, він буде пронизаний духом Kind Crimson». І я, здається, відповів: «Ну то й назвімо його King Crimson!».
Усі загалом погодилися, що перейменування було б доречним й слушним, і в жовтні 1981 року на музичній сцені вже вкотре знову з'явився King Crimson.
У 1981 році, залучивши продюсера Ретта Девіса, King Crimson записав альбом, який назвали за початковою назвою новоутвореного гурту, — Discipline. На ньому гурт постав зовсім у новому світлі: альбом створювався під впливом постпанку, нової хвилі, фанку, мінімалізму, пуантилізму, етнічної музики та африканської перкусії. Альбом мав звучання, яке в The Rolling Stone Album Guide характеризується як «вражаюче уяву», із «заплутано-ритмічними та вишукано гармонійними вставками».
Заголовний трек «Discipline», розміщений в альбомі останнім, схарактеризували як постмінімалістичну рок-композицію. Фріпп намагався створити щось на кшталт «рок-гамелану» і переплітав ритмічні мелодії парних гітар, які здавалися йому схожими на індонезійські оркестри-гамелани. Фріпп зосередився на складних арпеджіо, а Белью забезпечив цілий арсенал гітарних звуків, які «часто імітували звуки тварин». Тоні Левін, окрім бас-гітари, використовував також стік Чепмена — десятиструнний гібрид гітари й бас-гітари, на якому грав «у надзвичайно оригінальний спосіб». Бруфорд експериментував з акустичними наборами без тарілок та електронною барабанною установкою Simmons SDS-V.
Пісні King Crimson стали коротшими порівняно з попередніми альбомами, і значною мірою на них вплинули попмузичний досвід Белью та його незвичний підхід до написання текстів. Хоча колишня любов гурту до імпровізацій тепер жорстко обмежувалася, інструментальна композиція «The Sheltering Sky» народилася прямо на репетиціях гурту, а гучна й шумна «Indiscipline», слова якої Белью напівпромовляє-напівпрокрикує, була частково написана, а частково зімпровізована; її створили з метою дати Бруфорду можливість хоча б трохи відпочити від суворих ритмічних вимог решти композицій альбому.
Вийшовши у вересні 1981 року, альбом Discipline досяг 41-го місця у Великій Британії і 45-го у США.
У червні 1982 року King Crimson випустили альбом Beat. Це був уже 9-й студійний альбом у дискографії King Crimson, але перший, записаний тим же складом, що й попередній. У зведенні Beat уперше не брав участі Роберт Фріпп: його продюсування взяли на себе Ретт Девіс і Адріан Белью. Альбом був пов'язаний із темою творів бітників і взагалі біт-покоління, що відобразилося в назвах пісень: «Neal and Jack and Me» — згадка про Ніла Кесседі та Джека Керуака, «Heartbeat» — вказівка на книжку Керолін Кесседі Heart Beat: My Life with Jack and Neal, «The Howler» написана під враженням від поеми «Крик» (Howl) Аллена Гінзберга, а «Waiting Man» навіяна творами Вільяма Берроуза. Альбом містив теми життя в дорозі, екзистенціального відчаю та романтизму. Хоча Beat був доступнішим широкому загалу, ніж попередні альбоми гурту, він містив імпровізацію «Requiem», у якій використовувалася «фріппертроніка»: гітарна техніка на основі закільцьованої магнітної стрічки, винайдена Браяном Іно та Робертом Фріппом.
Запис альбому Beat відбувався в атмосфері напруженості. Белью, змушений виконувати обов'язки одночасно фронтмена, вокаліста й головного автора пісень, перебував під сильним тиском. Одного разу він, не порозумівшись із Фріппом, навіть наказав йому покинути студію.
Beat досяг 39-го місця у Великобританії і 52-го у США, і King Crimson вирішив відновити гастролювання. Сингл «Heartbeat» посів 57-ме місце в чарті Mainstream Rock Airplay. Приблизно в той же час гурт випустив VHS-касету The Noise: Live in Frejus — запис концерту, зіграного 27 серпня 1982 року в Арені (Фрежус, Франція) разом із гуртом Roxy Music (чий сет з того ж концерту також вийшов на VHS-касеті під назвою The High Road). Пізніше цю VHS перевидали у складі DVD Neal and Jack and Me у 2004 році.
Наступний альбом King Crimson, Three of a Perfect Pair, був записаний у 1983 році та вийшов у березні 1984 року. Зіткнувшись із труднощами у написанні та визначенні напрямку альбому, гурт вирішив розділити його на логічні частини. Першу половину альбому (чотири «поппісні» гурту плюс інструментальна композиція) назвали «Ліва сторона», другу половину (експериментальні роботи та імпровізації під впливом музики в стилі індастріал) — «Права сторона»; була також третя частина, яка складалася із серії композицій з альбому Larks' Tongues in Aspic.
Стрес і напруженість між учасниками гурту, якими супроводжувалося створення альбому, проявилися як у ліриці, так і в музиці: альбом вийшов досить «нервовим». Ремастер альбому 2001 року містив додаткову «іншу сторону» — колекцію реміксів та імпровізаційних уривків, а також гумористичну пісню Левіна «The King Crimson Barbershop». Three of a Perfect Pair досяг 30-го місця у Великій Британії та на 58-го у США, а заголовний трек «Three of a Perfect Pair» і пісня «Sleepless» вийшли окремо як сингли. VHS-запис туру Three of a Perfect Pair називався Three of a Perfect Pair: Live in Japan і вийшов пізніше у 1984 році; ще пізніше він увійшов до DVD Neil and Jack and Me. Запис останнього концерту туру Three of a Perfect Pair, який відбувся 11 липня 1984 року в клубі Spectrum у Монреалі, Канада, вийшов у 1998 році під назвою Absent Lovers: Live in Montreal. Наступні живі записи гурту 1980-х років вийшли у 2016 році в рамках бокс-сету On (and off) The Road (1981–1984). Внутрішні конфлікти публіка не помічала: на сцені музиканти залишалися професіоналами і грали злагоджено.

Після туру 1984 року Роберт Фріпп розпустив King Crimson — рівно через 10 років після розпаду попереднього складу. Бруфорд і Белью були розчаровані. Белью згадував, що дізнався про розпад гурту, прочитавши про це в журналі Musician. Бруфорд щодо розпаду висловився так:
Роберт знову розпустив гурт, уже вкотре, мабуть, довго розмірковуючи про те, що нам бракує уяви, здібностей, зібраності та тисячі інших речей — і безсумнівно, всього цього нам і справді бракувало. Я думаю так лише тому, що він постійно перелічував наші слабкі місця, а я пропускав ці переліки мимо вух. Я тоді подумав: можливо, так навіть краще — піти, поки ми на піку.

### 1994—1999 роки: «подвійне тріо»,Vrooom,THRAKтаThe ProjeKcts

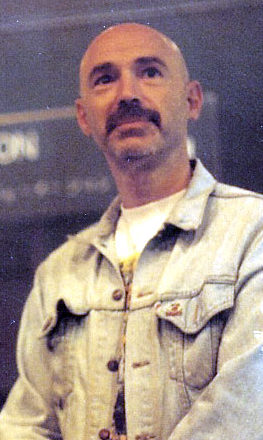
Тоні Левін (1993)

Улітку 1991 року Адріан Белью, зустрівшись із Робертом Фріппом в Англії, висловив бажання відродити King Crimson. Рік по тому Фріпп разом із продюсером Девідом Сінглтоном заснував власний лейбл Discipline Global Mobile (DGM). Назва лейблу DGM походить від назви альбому Discipline, випущеного King Crimson у 1981 році, і від назви попередньої звукозаписної компанії Сінглтона (The Mobile). Логотип лейблу також частково відтворює обкладинку альбому Discipline, але з новим, трохи іншим візерунком, теж замовленим у художника Стіва Болла (Steve Ball). Політика лейблу передбачала, що музиканти, з якими він співпрацює, зберігають усі авторські права, і навіть права на корпоративний логотип DGM належать дизайнерові, який його розробив. Згодом DGM стане «притулком» для робіт Фріппа: планувалося, що «серйозні» альбоми розповсюджуватимуть великі звукозаписні компанії (спочатку йшлося про Virgin Records), а невеликі релізи випускатиме DGM. Це дало Фріппу та його колегам більшу творчу свободу та більший контроль над усіма аспектами їхньої роботи.
Наприкінці 1991 року Фріпп запропонував колишньому японському співаку Девіду Сильвіану приєднатися до відродженого King Crimson, але той відхилив пропозицію, оскільки «не любив бути в центрі уваги». Утім, певний час вони співпрацювали як дует Sylvian/Fripp і впродовж 1993—1994 років випустили три альбоми. Їхні концерти, як і робота Сильвіана в студії, були переважно імпровізаціями. Під час кількох виступів у Японії та Італії в 1992 році вони не мали жодного уявлення про те, що робитимуть на сцені й навіть о котрій годині закінчать свою нічну роботу.
У червні 1993 року Фріпп знову почав збирати гурт, цього разу в більшому складі. У новий King Crimson увійшли Адріан Белью і Тоні Левін із квартету 1980-х років, гітарист Трей Ганн (ветеран заснованих Фріппом курсів Guitar Craft) і ударник Джеррі Маротта, з яким Фріпп грав, коли допомагав Пітеру Ґебріелу. У грудні 1993 року, після завершальних концертів дуету Sylvian/Fripp у Королівському Альберт-голі, у яких Маротта не брав участі, Фріпп звернувся до ударника цього туру Пета Мастелотто, колишнього учасника гурту Mr. Mister, і запросив його приєднатися до гурту замість Маротти. Останнім до гурту приєднався Білл Бруфорд, ще один учасник попереднього складу. Фріпп пояснював, що ідея «подвійного тріо» з двома ударниками виникла в нього ще в 1992 році, коли він проїжджав долиною річки Чок. Пізніше Бруфорд сказав, що він сам вмовив Фріппа взяти його в останній момент, бо вважав, що Crimson — це «справа для нього», а Фріпп пізніше знайшов філософське виправдання присутності в гурті двох ударників — Мастелотто і Бруфорда. Однією з умов, яку Фріпп висунув Бруфорду, було повне передання контролю над творчим процесом Фріппові.
31 жовтня 1994 року, після репетицій у Вудстоку, штат Нью-Йорк, гурт випустив мініальбом Vrooom. Він явив світові нове звучання King Crimson — переплетіння гітар 1980-х із багатошаровим, важчим звучанням 1970-х; відчувався також невиразний вплив тогочасної індустріальної музики. Багато пісень написав або доопрацював Белью, і в них сильніше, ніж раніше, відчувалися елементи попмузики 1960-х, зокрема вплив «Бітлз». На думку Бруфорда, гурт звучав, як «дисонуючі The Shadows на стероїдах». Музиканти, як і раніше, активно застосовували нові технології, зокрема MIDI (Белью і Ганн широко використовували його як фільтр ефектів, а Фріпп замінив «фріппертроніку» модернізованою цифровою версією під назвою Soundscapes) і універсальну гітару Ворра, якою Ганн замінив свій стік Чепмена в 1995 році. King Crimson влаштували турне на підтримку альбому, почавши 28 вересня 1994 року з концерту в Буенос-Айресі; частину цих записів видали 1995 року на подвійному концертному компакт-диску B'Boom: Live in Argentina.
У жовтні та грудні 1994 року King Crimson записали свій 11-й студійний альбом THRAK. Він складався здебільшого з переаранжованих версій композицій з мініальбому Vrooom, а також містив кілька нових. Журнал Q схарактеризував альбом як «рок-конструкції з присмаком джазу і шумними, незграбно-вишуканими гітарними партіями» та «атлетичною й вигадливою ритм-секцією»; водночас журнал побачив в альбомі співзвучність з альтернативним роком середини 1990-х років. Приклади спроб гурту зібрати докупи свої численні ідеї можна почути в складних, але зрозумілих піснях «Dinosaur» і «Sex Sleep Eat Drink Dream», прямолінійнішій баладі «One Time», а також у «Radio I» і «Radio II» — парі інструментальних композицій Фріппа, створених за допомогою Soundscapes.

Щодо назви альбому Роберт Фріпп висловився так:
Що таке THRAK? Перше значення: раптовий і точний поштовх до відданості служінню меті… Друге визначення: 117 гітар, які майже одночасно беруть той самий акорд. Отже, альбом THRAK — це 56 хвилин і 37 секунд пісень і музики про кохання, смерть, спокуту і зрілих хлопців, у яких буває ерекція.
У 1995 і 1996 роках King Crimson відновив гастрольні турне. Концерти, записані наживо в жовтні й листопаді 1995 року, вийшли в травні 1996 року на концертному альбомі THRaKaTTaK. Цей альбом являє собою годину музичних імпровізацій із фрагментами записів з туру THRAK у США та Японії, зведених й аранжованих партнером Фріппа по DGM, інженером Девідом Сінглтоном. Традиційніший концертний запис того періоду пізніше видали на подвійному компакт-диску Vrooom Vrooom (2001). Повний концерт 1995 року вийшов на VHS у 1996 році під назвою Live in Japan, а в 1999 році його перевидали на DVD під назвою Déjà Vrooom. 2015 року записи «подвійного тріо» вийшли у вигляді бокс-сету THRAK (1994–1997).
Репетиції й написання пісень розпочалися в травні 1997 року в Нашвіллі, штат Теннессі. Фріпп був незадоволений якістю нової музики. Через давні непорозуміння й розбіжності між ним і Бруфордом, останній невдовзі вирішив покинути King Crimson назавжди. Гнітюча атмосфера і відсутність робочого матеріалу ледь не призвели до повного розпаду гурту. Натомість шість учасників вирішили розбитися на чотири мінігурти, які згодом дістали назву ProjeKcts; Фріпп називав їх «фракціоналізації» (fraKctalisations). Цей підхід дав гурту змогу розвивати свої ідеї та шукати нові напрямки розвитку без практичних труднощів і додаткових витрат, пов'язаних із потребою збирати всіх шістьох музикантів одночасно.
З 1997 по 1999 рік перші чотири ProjeKcts грали наживо у США та Великій Британії. Зроблені ними записи продемонстрували високі імпровізаційні вміння музикантів; у музиці відчувався вплив джазу, індастріалу, техно та драм-енд-бейсу. Музичний критик Дж. Д. Консідайн описав їх як «місцями дивовижні», але не дуже мелодійні. Відігравши чотири концерти з Projekt One у грудні 1997 року, Бруфорд врешті-решт покинув King Crimson і зосередився на власному джазовому гурті Earthworks.

### 1999—2003 роки: «подвійний дует»,The ConstruKction of LightіThe Power to Believe
У жовтні 1999 року King Crimson відновили свою діяльність. Оскільки Тоні Левін мав роботу як сесійний музикант і вирішив зробити перерву, решта учасників (Фріпп, Белью, Ганн і Мастелотто) перетворилися на «подвійний дует». Зібравшись таким складом у підвальній студії й гаражі Белью неподалік Нашвілла, вони почали створювати й записувати альбом The ConstruKction of Light. Під час його написання Фріпп надихався альбомом Undertow гурту Tool. Більшість композицій були в стилі метал — жорсткими й індустріальними за звучанням. У них була чітка електронна текстура, звук електричних барабанів Мастелотто був сильно спотворений, Ганн взяв на себе роль бас-гітариста на гітарі Ворра. Крім того, гурт винайшов ще один різновид звучання «перехрещуваних гітар», які він вперше використав ще в 1980-х роках. За винятком «індустріального блюзу», який Белью проспівав через систему зміни голосу під псевдонімом Hooter J. Johnson, пісні були насичені й складні. Альбом також містить 4-ту частину композиції «Larks' Tongues in Aspic» (перші дві були в однойменному альбомі, а 3-тя — в альбомі Three of a Perfect Pair).
Вийшовши у травні 2000 року, альбом The ConstruKction of Light досяг лише 129-го місця у Великій Британії. Він отримав негативні відгуки: King Crimson звинувачували у відсутності нових ідей. Паралельно гурт записав альбом імпровізованих інструментальних композицій, який вийшов під назвою ProjeKct X на компакт-диску Heaven and Earth.
King Crimson влаштували гастрольне турне на підтримку обох альбомів, зокрема подвійні концерти з Tool. Виступи в рамках цього турне були задокументовані на концертному альбомі Heavy ConstruKction у 2000 році та в бокс-сеті Heaven & Earth (1997—2008) у 2019 році. На деяких концертах King Crimson допомагав гурт Led Zeppelin та зокрема його басист Джон Пол Джонс.
9 листопада 2001 року King Crimson випустив обмежений наклад концертного мініальбому під назвою Level Five, до якого увійшли три нові композиції: «Dangerous Curves», «Level Five» і «Virtuous Circle», а також нова версія «The ConstruKction of Light» і «The Deception of the Thrush» із репертуару ProjeKcts, за якими після хвилини мовчання слідував трек, який не увійшов до списку, під назвою «ProjeKct 12th and X». У жовтні 2002 року вийшов ще один мініальбом Happy with What You Have to Be Happy With. До нього увійшло 11 композицій, зокрема концертна версія «Larks' Tongues in Aspic, Part IV». Половину треків було оброблено вокальними фрагментами Белью, а самі пісні були варіаціями з використанням Soundscapes, гамелану, хеві-металу та блюзу.
У 2002 році кілька колишніх учасників King Crimson ранніх років — Іен Макдональд, Мел Коллінз, Пітер Джайлз і Майкл Джайлз (останнього пізніше замінив Іен Воллес) — возз'єдналися як 21st Century Schizoid Band з наміром грати музику з творчого доробку King Crimson 1960-х і 1970-х років, яку гурт у поточному складі не виконував. Цей «побічний» гурт очолив Якко Якшик — вокаліст, гітарист і мультиінструменталіст, який грав у 64 Spoons і Level 42 та брав участь у британських артрок-проєктах з кінця 1970-х років, і який згодом відіграватиме значнішу роль в історії King Crimson. 21st Century Schizoid Band продовжував виступати до 2007 року.

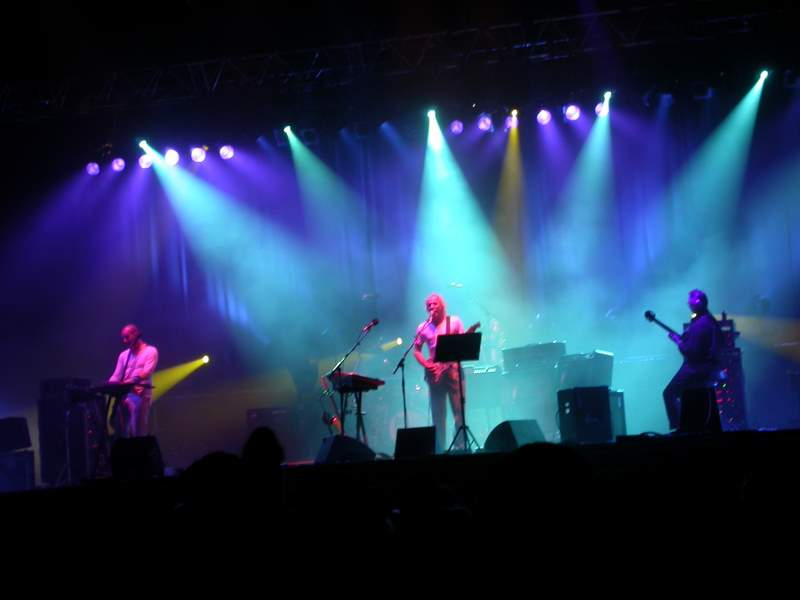
Виступ King Crimson у 2003 році. Зліва направо: Трей Ганн, Адріан Белью, Роберт Фріпп (Пет Мастелотто не потрапив у кадр).

У березні 2003 року «подвійний дует» King Crimson випустив свій 13-й альбом — The Power to Believe. Фріпп описав його як «кульмінацію трьох років кримсонізації». До альбому увійшли перероблені й змінені версії Deception of the Thrush («The Power to Believe III»), треки з двох попередніх мініальбомів, а також уривок із Soundscape Фріппа з доданими інструментами й вокалом. Альбом The Power to Believe досяг 162-го місця у Великій Британії та 150-го у США. У 2003 році King Crimson вирушили в турне на його підтримку; записи з нього використали для концертного альбому EleKtrik: Live in Japan. Того ж року також вийшов DVD Eyes Wide Open — компіляція концертів Live at the Shepherds Bush Empire (3 липня 2000 року в Лондоні) і Live in Japan (16 квітня 2003 року в Токіо).
У листопаді 2003 року Трей Ганн залишив King Crimson із наміром зайнятися сольними проєктами, а натомість повернувся Тоні Левін. На початку 2004 року музиканти знову зібралися для репетицій, але нічого нового на них створено не було, і гурт взяв чергову перерву. У цей момент Фріпп публічно переосмислював своє бажання працювати в музичній індустрії, часто посилаючись на несимпатичні аспекти життя гастролюючого музиканта, як-от «ілюзія близькості зі знаменитостями».
21 вересня 2006 року від серцевого нападу помер колишній учасник King Crimson Боз Баррелл, а 22 лютого 2007 року від раку стравоходу помер інший колишній учасник гурту Іен Воллес.

### 2008 рік: ювілейний тур до 40-річчя і третя перерва

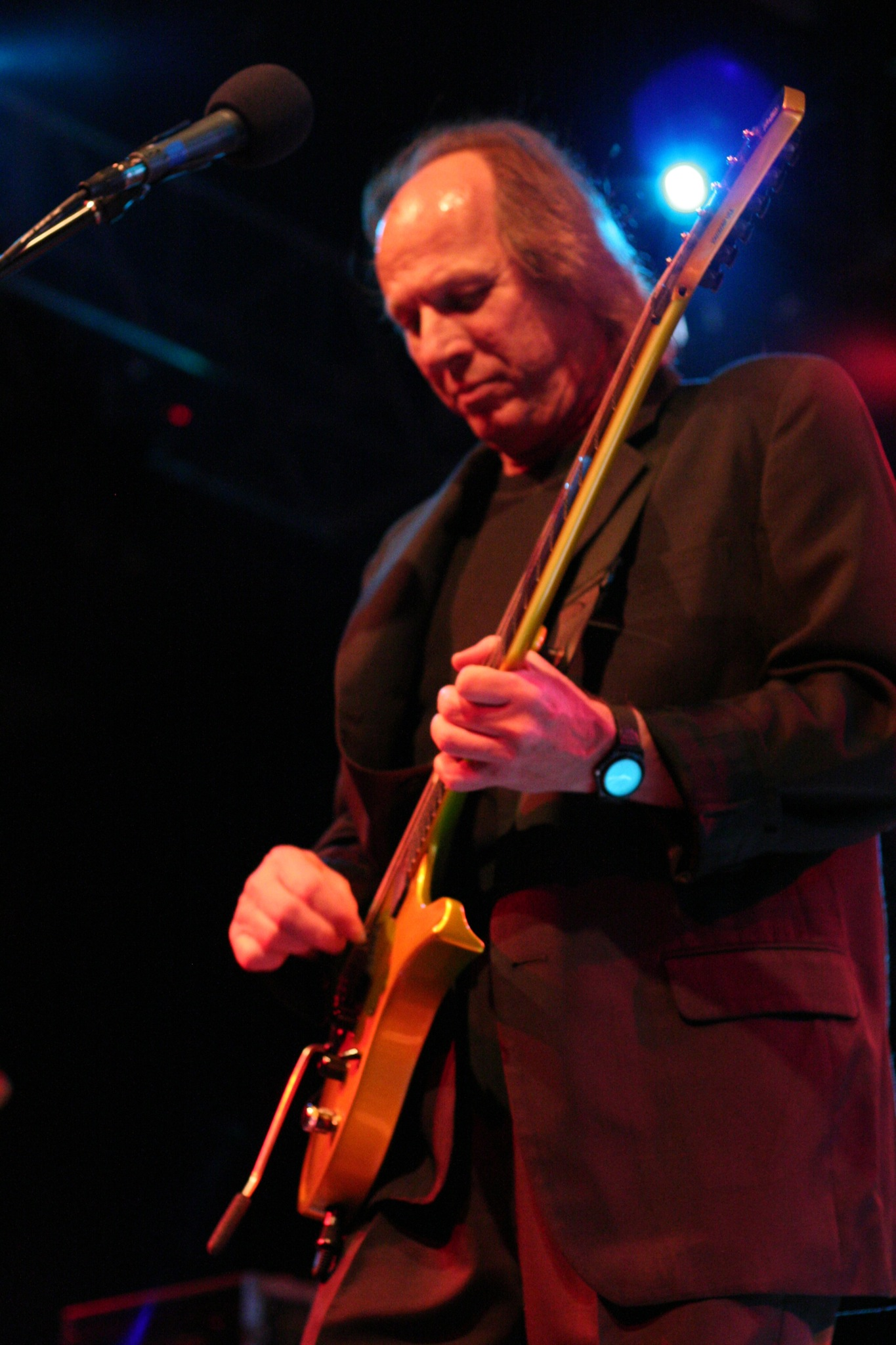
Адріан Белью на сцені, 2006 рік.

У 2007 році було оголошено про новий склад King Crimson: Фріпп, Белью, Левін, Мастелотто і новий другий ударник, Гевін Гаррісон. У серпні 2008 року, після періоду репетицій, цей квінтет завершив ювілейне турне на честь 40-річчя гурту. Сет-листи не містили нового матеріалу, а натомість складалися з давнього репертуару середини 1970-х, епохи Discipline, «подвійного тріо» та «двійного дуету». Додаткові концерти були заплановані на 2009 рік, але їх скасували через розбіжності в розкладі з Белью.

Після ювілейного туру на честь 40-річчя King Crimson почалася чергова перерва. Адріан Белью продовжував відстоювати ідею відродження гурту і кілька разів обговорював це питання з Робертом Фріппом у 2009 і 2010 роках. Белью, зокрема, пропонував зібрати гурт у складі 1980-х років для ювілейного туру на честь 30-річчя цього складу. Цю ідею відхилили і Фріпп, і Бруфорд; останній висловився так:
Я навряд чи намагатимуся повторювати те, що робив тоді. Боюся, ця ідея нездійсненна.
У грудні 2010 року Фріпп написав, що з жовтня 2008 року «перемикач» King Crimson перевели у положення «вимкнено», і назвав кілька причин цього рішення. У серпні 2012 року Фріпп оголосив, що взагалі йде з музичної індустрії, назвавши однією з причин цього давній конфлікт із компанією Universal і залишивши майбутнє King Crimson невизначеним. Своє рішення Фріпп обґрунтував так:
Я не міг зосередитися на музиці, тож вирішив відмовитися від кар'єри музиканта «на передовій» і зайнятися бізнесом. <…> Це надто виснажливо.

### 2014—2021 роки: «Семиголовий звір» та «три на п'ять»
У 2011 році, ще до того, як Роберт Фріпп оголосив про свій вихід, гурт під назвою Jakszyk, Fripp and Collins (з підзаголовком A King Crimson ProjeKct) випустив альбом із назвою A Scarcity of Miracles. До його складу як основні музиканти та/або композитори увійшли гітарист і вокаліст Якко Якшик (який раніше виконував ранні пісні King Crimson у складі 21st Century Schizoid Band), Фріпп і колишній саксофоніст King Crimson Мел Коллінз, а також Тоні Левін на бас-гітарі та Гевін Гаррісон на ударних. Фріпп якось назвав цей склад P7 (ProjeKct Seven). Усупереч традиціям ProjeKcts, цей альбом містив переважно виточені й середні за темпом оригінальні композиції, створені під час імпровізованих сесій.

У вересні 2013 року Фріпп оголосив про повернення King Crimson до активної діяльності з «повну реформацію порівняно з тим, що було раніше: сім музикантів, чотири англійці та три американці, з трьома ударниками». Він називав кілька причин для повернення, від практичних до примхливих: «Я став занадто щасливим. Час для загостреної палиці». В оновлений гурт увійшли як музиканти з попереднього складу (Фріпп, Левін, Гаррісон і Мастелотто), так і з проєкту Scarcity of Miracles (Якшик і Коллінз), а сьомим учасником став випускник Guitar Craft і колишній ударник гуртів R.E.M. і Ministry Білл Ріфлін. Адріана Белью до гурту не запросили, що призвело до припинення його 32-річної кар'єри в King Crimson. Пізніше в документальному фільмі In the Court of the Crimson King: King Crimson at 50 Белью згадував про своє звільнення так:
Я завжди вважав, що це [King Crimson] продукт нашого з Робертом партнерства. Я не відчував, що граю в чиємусь гурті. Тому коли він мене звільнив, для мене це було — «Чекай, як це? Я думав, це наш гурт».
Місце вокаліста і другого гітариста зайняв Якшик. Ця версія гурту отримала прізвисько «Семиголовий звір».

Цей кардинально оновлений King Crimson не планував записувати студійні альбоми і зосередився на виконанні «реконфігурованих» версій попереднього матеріалу на живих концертах. Білл Ріфлін висловився про цей намір так:
Навіщо записувати студійні альбоми? Вже і так є чудові концертні записи всіх пісень.
Такий підхід майже не змінювався до кінця існування гурту. На початку 2014 року, вперше з 1974 року, до його репертуару увійшли пісні з альбомів періоду між In the Court of the Crimson King і Larks' Tongues in Aspic, а також перероблені композиції з альбому Red. До сет-листа не увійшли пісні того часу, коли членом King Crimson був Адріан Белью, хоча гурт грав деякі інструментальні композиції того періоду — зокрема, композиції з альбомів THRAK і The Power to Believe. Водночас на живих концертах дебютували дві абсолютно нові пісні, написані переважно Фріппом і Якшиком: «Meltdown» і «Suitable Grounds for the Blues».
Після репетицій в Англії King Crimson вирушив в турне Північною Америкою, яке тривало з 9 вересня по 6 жовтня. Записи з лос-анджелеських концертів вийшли як концертний альбом Live at the Orpheum: до нього увійшли нові інструментальні композиції «Banshee Legs Bell Hassle» та «Walk On: Monk Morph Chamber Music».
У другій половині 2015 року відбулося турне по Європі, Канаді та Японії. Концертний запис канадської частини туру вийшов наприкінці лютого 2016 року під назвою Live in Toronto, до якого увійшли ще три нові інструментальні п'єси: «Threshold Soundscape», «Radical Action (To Unseat the Hold of Monkey Mind)» та «The Hell Hounds of Krim». На 2016 рік було заплановано європейське турне. Після того як Білл Ріфлін вирішив зробити перерву, на дати, починаючи з вересня, до гурту запросили ударника Джеремі Стейсі з гурту Noel Gallagher's High Flying Birds.
Наступний концертний альбом, Radical Action to Unseat the Hold of Monkey Mind, вийшов у вересні 2016 року і був створений на основі концертів 2015 року в Японії, Канаді та Франції, які передували виходу Ріфліна і приходу Стейсі. Цей реліз, який докладно задокументував зміни концертного життя гурту і його розвиток, містив нову інструментальну композицію «Devil Dogs of Tessellation Row» і продемонстрував, що відтепер King Crimson включають у свій концертний репертуар матеріал з альбому A Scarcity of Miracles, зокрема його заголовний трек, а також «The Light of Day».
7 грудня 2016 року у віці 69 років від раку підшлункової залози помер один із засновників King Crimson Грег Лейк. 31 січня 2017 року від раку товстої кишки помер ще один колишній учасник King Crimson Джон Веттон, йому було 67.
3 січня 2017 року до складу King Crimson повернувся Білл Ріфлін. Оскільки музиканти не хотіли ані проганяти Джеремі Стейсі, ані відмовляти Ріфліну, його прийняли. Так King Crimson перетворився на октет, а Фріпп назвав новий склад «подвійний квартет» — маючи на увазі, що в гурті тепер аж чотири ударники. Фріпп називав цей склад «три на п'ять» (або «п'ять на три»). Пізніше Ріфлін змінив свою роль у гурті та став першим повноцінним клавішником King Crimson.
2 червня 2017 року King Crimson випустив новий концертний мініальбом Heroes, названий на честь однойменної пісні Девіда Бові. Альбом був виявом поваги й до самого Девіда, який помер 10 січня 2016 року, і до його альбому Heroes, який містив цю пісню і в створенні якого 30 років тому брав участь Роберт Фріпп. На церемонії вручення премії Progressive Music Awards 2017 відеокліп на цю пісню здобув нагороду «Відео року».
Невдовзі після цього King Crimson вирушив у турне Сполученими Штатами, яке розпочалося 11 червня і закінчилося 26 листопада. 3 вересня Роберт Фріпп заявив, що його розбіжності з Адріаном Белью було вирішено, і що в того «немає жодних поточних планів виходити на сцену з нинішнім складом», але «двері в майбутнє відкриті». Белью підтвердив це і додав: «Це означає, що в якийсь момент я зможу повернутися до гурту».
14 жовтня 2017 року King Crimson випустили ще один сучасний концертний альбом Live in Chicago, записаний під час турне у червні того ж року. Як і у випадку з двома попередніми, за відсутності нового студійного альбому до нього увійшли нові композиції (у цьому разі «Bellscape & Orchestral Werning», «The Errors» та «Interlude»). У ньому також задокументовано повернення до концертного матеріалу з давно забутого альбому 1970 року Lizard (у вигляді повної «Lizard Suite» з другої сторони), а також ще одну концертну версію «Heroes» і кардинально перероблену версію пісні епохи Белью «Indiscipline».
13 жовтня 2017 року було оголошено, що Білл Ріфлін не зможе приєднатися до гурту в складі «три на п'ять» в осінньому турі 2017 року в США. Його тимчасово замінив гітарист Guitar Craft із Сіетла Кріс Гібсон (Chris Gibson). З 13 червня по 16 листопада 2018 року King Crimson відіграли великий 33-денний тур Uncertain Times по Великій Британії і Європі.
King Crimson продовжував додержуватися політики «жодних нових студійних альбомів», але у квітні 2018 року відбувся повноцінний реліз ще одного концертного альбому, Live in Vienna, до якого увійшли записи концертів у Відні у 2016 році та в Токіо у 2015 році. Хоча єдиним новим твором гурту цього разу було коротке барабанне тріо «Fairy Dust of the Drumsons», серед виконуваних композицій було три, узяті з імпровізованої вступної музики Фріппа, Коллінза та Левіна, об'єднані із Soundscape-музикою Фріппа. Ці твори аранжував Девід Сінглтон; подібним чином він працював над альбомом THRaKaTTaK 20 роками раніше. 20 жовтня 2018 року вийшов наступний концертний альбом Meltdown: Live in Mexico City, записаний під час концертів у липні 2017 року: вміщені в нього композиції доповнювали нова барабанна партія («CatalytiKc No. 9»), повторне виконання ще однієї пісні епохи Белью («Neurotica»), «Breathless» (із сольного альбому Фріппа 1979 року Exposure), груповий джем і різноманітні сольні «каденції» членів гурту.
6 квітня 2019 року на пресконференції було оголошено, що Ріфлін візьме чергову перерву в роботі з King Crimson, щоб зайнятися сімейними справами, а його місце на клавішних під час туру на честь 50-річного ювілею 2019 року займе Тео Тревіс, більше відомий як саксофоніст, учасник гурту Soft Machine та епізодичний співавтор Роберта Фріппа. Тревіс приєднався до гурту для репетицій, але 2 травня Фріпп заявив, що замінити Ріфліна неможливо, і тому King Crimson «продовжить виступати як „Семиголовий звір“» без Тревіса. Партії Ріфліна перерозподілили між іншими учасниками гурту: Фріпп, Стейсі, Якшик і Коллінз додали клавішні до своїх сценічних установок, а Левін знову став за синтезатор, який використовував під час турів 1980-х років. Невдовзі після 11 червня вся дискографія King Crimson була доступна на всіх основних стримінгових платформах у рамках святкування 50-річчя гурту.
24 березня 2020 року Білл Ріфлін помер від раку товстої кишки у віці 59 років. 15 жовтня того ж року від раку легенів помер колишній учасник гурту Гордон Гаскелл, йому було 74 роки.
У 2021 році King Crimson вирушив у турне Північною Америкою, а потім Японією. Записи з концертів американської частини туру вийшли як «офіційний бутлег» концертного альбому Music Is Our Friend: Live in Washington and Albany, до якого увійшла музика, написана впродовж усього часу існування гурту, а також дві нові каденції Тоні Левіна.

### 2022 рік: документальний фільмIn the Court of the Crimson Kingта завершення діяльності гурту
Після завершення туру 2021 року King Crimson припинив свою діяльність, однак про розпад гурту не оголошувалося. Причиною паузи називали вік кількох його учасників, а також підвищену вартість організації туру під час пандемії COVID-19; водночас гурт не мав намірів продовжувати тур.

У серпні 2021 року Якшик згадав, що існують

…сорок-п'ятдесят хвилин нового матеріалу [King Crimson] — кілька пісень, які я написав у співавторстві з Робертом, і деякі написані ним інструментальні речі. Під час карантину Гевін запропонував: «Може, запишемо їх, щоб у нас були хоча б студійні записи цього матеріалу?». Це не означає, що ми запишемо новий альбом або що він коли-небудь вийде, але ми почали цей процес.
Версії двох пісень Фріппа та Якшика, які спочатку призначалися для King Crimson — «Uncertain Times» і «Separation», — вже виходили на сольному альбомі Якшика Secrets and Lies 2020 року за участю Фріппа, Гаррісона, Левіна і Коллінза.
9 лютого 2022 року у віці 75 років від раку товстої кішки помер один із засновників King Crimson Іен Макдональд. За тиждень до його смерті вийшов трейлер документального фільму про King Crimson, у якому Макдональд попросив у Фріппа вибачення за те, що покинув гурт у 1970 році.

У березні 2022 року на кінофестивалі SXSW відбулася прем'єра документального фільму In the Court of the Crimson King: King Crimson at 50, знятого режисером Тобі Емісом між 2019 і 2021 роками. Фільм охоплював концертну й залаштункову діяльність гурту в ці роки, а також містив історичний огляд і коментарі колишніх членів King Crimson Іена Макдональда, Майкла Джайлза, Білла Бруфорда, Адріана Белью і Трея Ганна, а також тривале інтерв'ю з покійним Біллом Ріфліном. Еміс описав фільм так:
Те, що починалося як традиційний документальний фільм про легендарний гурт King Crimson, коли йому виповнилося 50 років, перетворилося на дослідження часу, смерті, сім'ї та трансцендентної здатності музики змінювати життя. Але з жартами.
Станом на 2022 рік, за винятком кураторства і роботи зі своїм музичним доробком, King Crimson повністю припинив свою діяльність і не має жодних планів на майбутнє. В інтерв'ю наприкінці 2022 року Тоні Левін сказав:
Після спілкування з Робертом [Фріппом] у мене склалося враження, що на цьому все. Можливо, King Crimson якимось чином поспілкується з ним у майбутньому і знову відростить свою голову із хтозна-яким складом.
На сесії запитань і відповідей після показу фільму In the Court of the Crimson King Фріпп назвав склад King Crimson 2021 року, який складався з семи учасників, «остаточним втіленням» гурту. Коли Фріппа запитали, чи може гурт існувати без нього, він відповів:
Ні! Чому? — тому що я бачу ситуацію в цілому. Я бачу музику, музикантів, аудиторію, музичну індустрію… і в усьому цьому потрібно «варитися», щоб уявляти загальну картину. Коротка відповідь така.

### Після 2022 року
14 листопада 2024 року у віці 81 року помер автор текстів ранніх альбомів King Crimson Пітер Сінфілд.
17 лютого 2025 року помер Джеймі М'юр — перкусіоніст-імпровізатор, який грав у King Crimson у 1972—1973 роках.

За словами Якко Якшика, у липні 2025 King Crimson, незважаючи на свою незацікавленість у записі нових альбомів і серцевий напад Роберта Фріппа, який стався у квітні 2025 року, усе ж почав роботу над записом нового студійного альбому. Утім, Девід Сінглтон висловився щодо нього дещо стриманіше:
Є зародки нового запису. Чи втіляться вони в альбом, чи побачить він світ, чи буде це щось інше — невідомо, як і результат будь-якого творчого процесу. Записи дійсно відбулися. Але радіти можливості виходу нового альбому, про який, мабуть, усі подумали, дещо передчасно. Не варто ставити віз перед конем.

## Музичний стиль
Музичний стиль King Crimson характеризують як прогресивний рок, артрок, та пост-прогресив, а їхні ранні роботи — як прото-прог. Спочатку їхня музика спиралася на рок 1960-х років, особливо на ейсид-рок та психоделічний рок: на концертах гурт виконував пісню Донована «Get Thy Bearings», а на репетиціях — «Lucy in the Sky with Diamonds» The Beatles. Однак у власних композиціях, на відміну від рок-гуртів попередніх років, King Crimson значно відійшов від блюзу як основи рок-музики й натомість звернувся до творчості класичних композиторів. King Crimson у своєму першому складі грав наживо марсіанську частину сюїти Густава Голста «Планети», а згодом гурт використав Марс як основу для пісні «Devil's Triangle» (альбом In the Wake of Poseidon). Завдяки цьому альбом In the Court of the Crimson King часто вважають номінальною відправною точкою прогресивного року. На початку своєї «кар'єри» King Crimson демонстрували також помітний вплив джазу, особливо відчутний у візитівці гурту — пісні «21st Century Schizoid Man». У таких композиціях, як «Moonchild» та «I Talk to the Wind» гурт спирався, зокрема, на англійську народну музику. У складі 1972 року Фріпп мав намір поєднати музику Джимі Гендрікса, Ігоря Стравінського та Бели Бартока.
Возз'єднання King Crimson в 1981 році розширило діапазон музичних стилів: з'явився вплив фанку, постпанку, нової хвилі, гамелану та класичних композиторів кінця XX століття, як-от Філіп Ґласс, Стів Райч та Террі Райлі. Возз'єднавшись у 1994 році, King Crimson переосмислив підходи середини 1970-х і 1980-х років з огляду на появу нових технологій, музичних форм, як-от електроніка, драм-енд-бейс і техно, і подальший розвиток індустріальної музики, а також розширив можливості створення музичних текстур завдяки розробленому Фріппом методу зациклювання Soundscapes.
Гурт у складі 2013 року здебільшого повернувся до репертуару 1960-х та 1970-х років, але відтворював їх із залученням сучасних технологій та аранжувань, придатних для виконання розширеним складом досвідчених музикантів, а також почав використовувати так званий «новий стандартний стрій», розроблений Фріппом в 1984 році.

### Підходи до написання музики
Кілька підходів King Crimson до написання залишалися незмінними протягом усього життя гурту.
- Поступове ускладнення ритмічної структури[381] — наприклад, у пісні «The Devil's Triangle» (варіація на тему марсіанської частини сюїти Густава Голста «Планети»), яку King Crimson виконував у своєму оригінальному складі, заснована на складному ритмі з тактовим розміром 5/4, на який накладається пронизлива мелодія на мелотроні, «The Talking Drum» (Larks' Tongues in Aspic, 1973), «Industry» (Three of a Perfect Pair, 1984) і «Dangerous Curves» (The Power to Believe, 2003)[382].
- Інструментальні композиції, часто вбудовані в пісні, під час яких музиканти грають складні поліритмічні пасажі[383]. Раннім прикладом цього підходу є найперша фірмова пісня гурту «21st Century Schizoid Man»[384]. Низка композицій на альбомі Larks' Tongues in Aspic (а також альбоми з подібним задумом, як-от THRAK і Level Five) перетворюються на складні поліритмічні структури, у яких мелодії окремих інструментів «блукають» на загальному музичному фоні, то синхронізуючись одна з одною, то розходячись, але врешті-решт усі «зустрічаються» у процесі поліритмічної синхронізації. Такими поліритмічними полотнами були особливо багаті альбоми 1980-х років: вміщені на них композиції містили гамеланоподібні ритмічні шари та неперервні накладені узори-стакато в контрапункті.
- Складні сольні пасажі окремих інструментів, як-от гітарний брейк у пісні «Fracture» на альбомі Starless and Bible Black[375].
- Зіставлення барвистих мелодій і балад із незвичними, часто дисонуючими звуками — наприклад, «Cirkus» (Lizard), «Ladies of the Road» (Islands) і «Eyes Wide Open» (The Power to Believe).
- Імпровізація.
- Висхідна нотна структура («Facts of Life» та «THRAK»).

### Імпровізація
King Crimson із самого початку імпровізував на своїх концертах і студійних записах. Деякі з цих імпровізацій увійшли в такі композиції, як «Moonchild», «Providence», «Requiem» і «No Warning» (імпровізацією можна вважати зокрема й тишу, як у випадку з внеском Білла Бруфорда в імпровізоване Trio). Зазвичай джаз- або рок-імпровізація у форматі джему полягає в тому, що лідерство віддається одному музикантові, а решта створює для нього фон, граючи в тому ж темпі; натомість у King Crimson імпровізація полягала в тому, що музиканти ухвалювали творчі рішення колективно і кожен робив свій внесок у виконання музики. Індивідуальні соло здебільшого не практикувалися: кожен музикант мав слухати інших, чути звучання всього гурту і творчо реагувати в рамках групової динаміки. Коли метод працював особливо добре, Фріпп метафорично називав це «магія».

Скрипаль King Crimson Девід Кросс пригадував, як гурт імпровізував у середині 1970-х років:
Ми сильно відрізняємося один від одного, і одного вечора хтось із гурту грає щось таке, чого решта ніколи не чула. Ти просто мусиш на секунду прислухатися, потім реагуєш на його пропозицію — як правило, не так, як очікує решта. Це і є імпровізація, яка робить гурт дивовижним для мене. Ти постійно користуєшся нагодою. Немає жодного наперед визначеного формату. Ми відкриваємо щось під час імпровізації, і якщо ці ідеї дійсно хороші, ми намагаємося перетворити їх на нові пісні, водночас зберігаючи імпровізацію живою і постійно розширюючи її.
Імпровізована музика King Crimson була різноманітною за звучанням, і гурт зміг випустити кілька бокс-сетів і альбомів, які складалися переважно або цілком з імпровізованої музики, як-от THRaKaTTaK і серія ProjeKcts. Іноді окремі фрагменти імпровізацій перероблялися в різних формах на різних концертах, стаючи дедалі досконалішими, і зрештою з'являлися на офіційних студійних релізах.

## Вплив і спадщина
King Crimson справив значний вплив як на прогресивний рок початку 1970-х років, так і на багатьох сучасних виконавців. На Genesis і Yes безпосередньо вплинуло те, як він використовував мелотрон. Багато учасників King Crimson грали в інших відомих колективах: Білл Бруфорд — в Yes; Грег Лейк — в Emerson, Lake & Palmer; Іен Макдональд — у Foreigner; Боз Баррелл — у Bad Company, Джон Веттон — в U.K. and Asia. Ударник канадського рок-гурту Rush Ніл Пірт зазначав, що його підхід до перкусії є нащадком авантюрного й інноваційного стилю Майкла Джайлза.

Вплив King Crimson поширюється на багато гуртів різних жанрів, особливо 1990-х і 2000-х років. Курт Кобейн, фронтмен гранж-гурту Nirvana, зазначав, що альбом Red сильно вплинув на звучання їхнього останнього студійного альбому In Utero. Відомо, що під сильним впливом King Crimson перебуває гурт Tool, а його вокаліст Мейнард Джеймс Кінен жартував під час спільного туру:
Тепер ви знаєте, кого ми обікрали. Тільки нікому не кажіть, особливо учасникам King Crimson.
Сучасні прогресивні, експериментальні, психоделічні та інді-рок-гурти теж посилаються на вплив King Crimson — зокрема, Mars Volta, Primus, Mystery Jets, Fanfarlo, Phish та Anekdoten, які на своїх перших репетиціях грали пісні King Crimson. Стівен Вілсон, лідер гурту Porcupine Tree, який відповідав за ремікс каталогу King Crimson в об'ємному звучанні, зазначав, що цей процес справив величезний вплив на його сольні альбоми, а його гурт зазнав впливу King Crimson. У листопаді 2012 року Flaming Lips у співпраці зі Stardeath and White Dwarfs випустив покрокову реінтерпретацію In the Court of the Crimson King під назвою Playing Hide and Seek with the Ghosts of Dawn. Колін Ньюман із гурту Wire сказав, що багато разів бачив виступи King Crimson і що вони справили на нього глибокий вплив. Музиканти гурту Black Flag, одного з основоположників хардкор-панку, визнавали, що King Crimson епохи Джона Веттона вплинули на їхній експериментальний період в середині 1980-х років. Мелвін Гіббс сказав, що на гурт Rollins Band найбільше вплинули King Crimson і що вони використовували схожі акорди. Гурт Bad Religion цитує текст пісні «21st Century Schizoid Man» на своєму синглі «21st Century (Digital Boy)», а назва їхнього лейблу Epitaph Records (заснованого їхнім гітаристом Бреттом Гуревичем) походить від однойменної пісні з дебютного альбому King Crimson. Вернон Рід, гітарист гурту Living Colour вважав Роберта Фріппа одним із тих, хто вплинув на його музику.
King Crimson часто згадують як піонерів прогресивного металу і як гурт, що вплинув на інші гурти цього жанру, зокрема Opeth, Mastodon, Between the Buried and Me, Leprous, Haken, The Ocean, Caligula's Horse, Last Chance to Reason, Indukti та інших. Вплив King Crimson згадували учасники метал-гуртів Mudvayne, Voivod, Enslaved, Yob, Pyrrhon і Pallbearer. На вплив King Crimson посилалися також важкі експериментальні й авангардні гурти The Dillinger Escape Plan, Neurosis, Zeni Geva Ancestors і Oranssi Pazuzu.
Інші музиканти, на яких вплинув King Crimson, — композитор музики для відеоігор Нобуо Уемацу, виконавець нойзу Масамі Акіта (Masami Akita) із гурту Merzbow, джазовий гітарист Денніс Рі із гурту Land, фольктроністка Хуана Моліна, хіп-хоп-продюсер RJD2, хіп-хоп- і соул-композитор Адріан Янге, кінорежисер Гел Гартлі, і фолк-панк-співак Іен Келлі.

## Гурти, у яких грали колишні учасники King Crimson
З початку 2000-х років музику King Crimson записували і грали кілька гуртів, до складу яких входять колишні, нещодавні або нинішні учасники King Crimson.
У 2002—2005 роках існував гурт 21st Century Schizoid Band, до складу якого входили кілька колишніх учасників King Crimson, які грали на перших чотирьох його альбомах. До складу гурту входили Іен Макдональд, Мел Коллінз, Пітер Джайлз і Майкл Джайлз (якого згодом замінив Іен Воллес), а фронтменом був Якко Якшик, який десять років по тому став учасником «справжнього» King Crimson. Гурт грав матеріал із репертуару King Crimson 1960-х і 1970-х років, влаштував кілька турів і записав кілька концертних альбомів. Гурт розпався у 2007 році після смерті Воллеса.
З 2007 року Тоні Левін очолює тріо Stick Men, у якому також грає Пет Мастелотто. Спочатку до складу гурту входив Майкл Берньє (Michael Bernier), який грав на стіку Чепмена; у 2010 році його замінив гітарист і колишній учень Роберта Фріппа Маркус Ройтер. Цей гурт включає у свої концертні сети композиції King Crimson і переосмислює їх. Ройтер і Мастелотто грають також як дует, який називається Tuner і в рамках якого вони роблять живі аранжування інструментальної композиції King Crimson середини 1980-х років Industry.
У 2011—2014 роках гурти Stick Men та Adrian Belew Power Trio — Адріан Белью, ударник Тобіас Ральф (Tobias Ralph) і басистка Джулі Слік (Julie Slick) — об'єдналися як The Crimson ProjeKCt і виконували музику King Crimson 1980-х і 1990-х років. Після відродження King Crimson у 2014 році від назви Crimson ProjeKct довелося офіційно відмовитися, але Stick Men і Power Trio час від часу виступали разом, зазвичай під назвами на кшталт Belew, Levin, Mastelotto and Friends.
Упродовж своєї сольної кар'єри, а також під час виступів із Power Trio Адріан Белью виконував різні версії пісень King Crimson.

## Учасники King Crimson

### Поточний склад
- Роберт Фріпп — гітара, клавішні, мелотрон, електроніка (1968—1974, 1981—1984, 1994—2008, 2013—2021).
- Мел Коллінз — саксофони, флейта, бас-флейта, кларнет, бас-кларнет, мелотрон, бек-вокал (1970—1972, 2013—2021) (сесійний музикант у 1974 році).
- Тоні Левін — бас-гітара, стік Чепмена, синтезатори, бек-вокал (1981—1984, 1994—1999, 2003—2008, 2013—2021)
- Пет Мастелотто — ударні, перкусія, програмування (1994—2008, 2013—2021).
- Гевін Гаррісон[en] — ударні, перкусія (2007—2008, 2013—2021).
- Якко Якшик[en] — вокал, гітара, флейта, клавішні (2013—2021).
- Джеремі Стейсі[en] — ударні, клавішні, бек-вокал (2016—2021).

### Колишні учасники
- Пітер Сінфілд[en] — тексти пісень, освітлення, синтезатор (1968—1972) (помер у 2024 році).
- Майкл Джайлз[en] — ударні, перкусія, бек-вокал (1968—1970).
- Грег Лейк — бас-гітара, вокал (1968—1970) (помер у 2016 році).
- Іен Макдональд[en] — саксофон, флейта, кларнет, бас-кларнет, клавішні, мелотрон, вібрафон, бек-вокал (1968—1970), сесійний музикант у 1974 році (помер у 2022 році).
- Пітер Джайлз[en] — бас (1970).
- Гордон Гаскелл[en] — бас-гітара, вокал (1970) (до 1970 року — сесійний музикант) (помер у 2020 році).
- Енді Маккаллох[en] — ударні (1970).
- Іен Воллес[en] — барабани, перкусія, бек-вокал (1970—1972) (помер у 2007 році).
- Боз Баррелл[en] — бас-гітара, вокал (1971—1972) (помер у 2006 році).
- Білл Бруфорд — ударні, перкусія (1972—1974, 1981—1984, 1994—1999).
- Джон Веттон — бас-гітара, вокал (1972—1974) (помер у 2017 році).
- Девід Кросс[en] — скрипка, альт, клавішні (1972—1974).
- Джеймі М'юр[en] — перкусія (1972—1973).
- Адріан Белью — гітара, вокал, ударні та перкусія (1981—1984, 1994—2008).
- Трей Ганн — гітара Ворра, стік Чепмена, бек-вокал, бас (1994—2003).
- Білл Ріфлін[en] — клавішні, синтезатор, мелотрон, барабани, перкусія (2013—2016, 2017—2019) (помер у 2020 році).

## Дискографія

### Студійні альбоми
- In the Court of the Crimson King (1969)
- In the Wake of Poseidon (1970)
- Lizard (1970)
- Islands (1971)
- Larks' Tongues in Aspic (1973)
- Starless and Bible Black (1974)
- Red (1974)
- Discipline (1981)
- Beat (1982)
- Three of a Perfect Pair (1984)
- THRAK (1995)
- The ConstruKction of Light (2000)
- The Power to Believe (2003)

### Концертні альбоми
- Earthbound (1972)
- USA (1975)
- The Great Deceiver (1992)
- B'Boom: Live in Argentina (1995)
- Thrakattak (1996)
- Epitaph (1997)
- The Night Watch (1997)
- Absent Lovers: Live in Montreal (1998)
- Live in Mexico City (1999)
- The ProjeKcts (1999)
- Heavy ConstruKction (2000)
- Vrooom Vrooom (2001)
- Ladies of the Road (2002)
- EleKtrik: Live in Japan (2003)
- Live at the Orpheum (2015)
- Live in Toronto (2016)
- Radical Action to Unseat the Hold of Monkey Mind (2016)
- Live in Chicago (2017)
- Live in Vienna (2018)
- Meltdown: Live in Mexico City (2018)
- Audio Diary 2014—2018 (2019)
- Music Is Our Friend: Live in Washington and Albany[en] (2021)

### Збірки
- A Young Person's Guide to King Crimson (1976)
- The Compact King Crimson (1986)
- Heartbeat: The Abbreviated King Crimson (1991)
- Frame by Frame: The Essential King Crimson (1991)
- Sleepless: The Concise King Crimson[en] (1993)
- Cirkus: The Young Persons' Guide to King Crimson Live[en] (1999)
- The Deception of the Thrush: A Beginners' Guide to ProjeKcts[en] (1999)
- A Beginners' Guide to the King Crimson Collectors' Club[en] (2000)
- The Power to Believe Tour Box[en] (2003)
- The 21st Century Guide to King Crimson – Volume One – 1969–1974[en] (2004)
- The 21st Century Guide to King Crimson – Volume Two – 1981–2003[en] (2005)
- The Condensed 21st Century Guide to King Crimson[en] (2006)
- 40th Anniversary Tour Box (2008)
- The Elements of King Crimson (2014, 2015, 2016, 2017, 2018, 2019, 2020)

### Мініальбоми
- Vrooom (1994)
- Level Five (2001)
- Happy with What You Have to Be Happy With (2002)
- 2014 Live EP (Cyclops EP) (2015)
- Heroes (2017)
- Uncertain Times (2 Vinyl 10" EP) (2018)